# Amphoe Non Din Daeng
Amphoe Non Din Daeng (thaï : โนนดินแดง) est un amphoe de la province de Buriram.

## Points d'intérêt

Points d'intérêt de l'amphoe
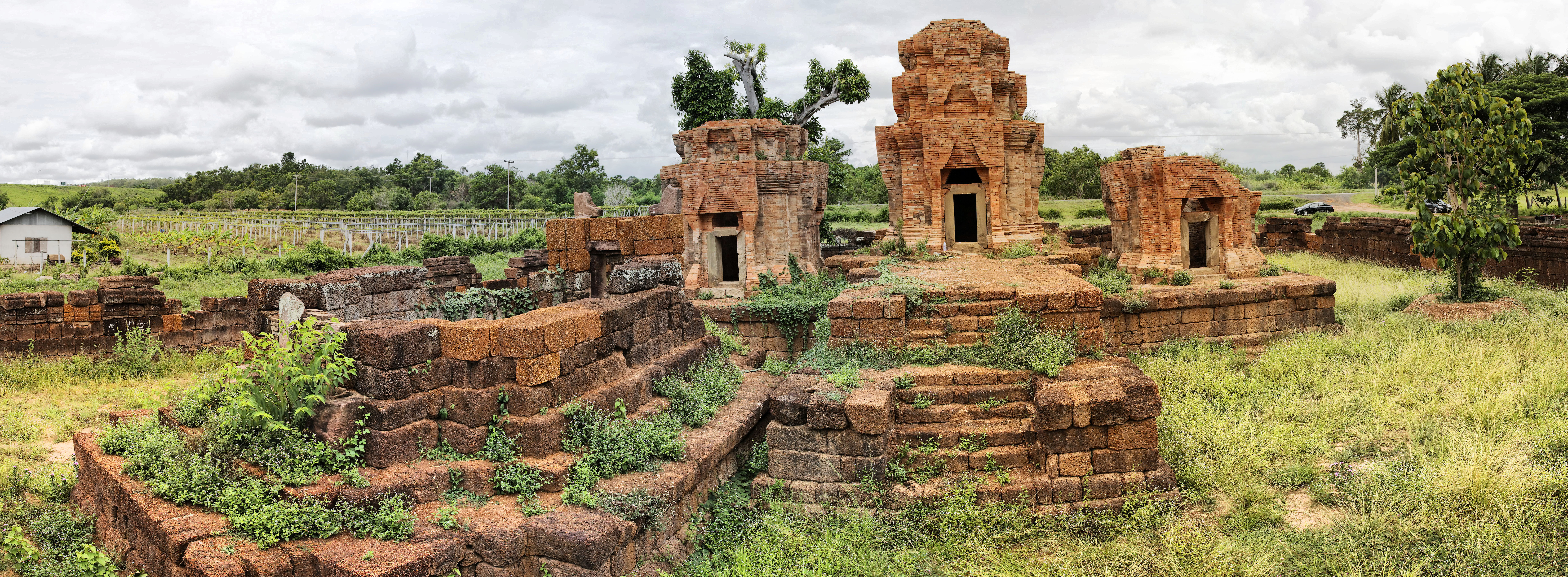
Le Prasat Nong Hong